# Italia (kraina historyczna)

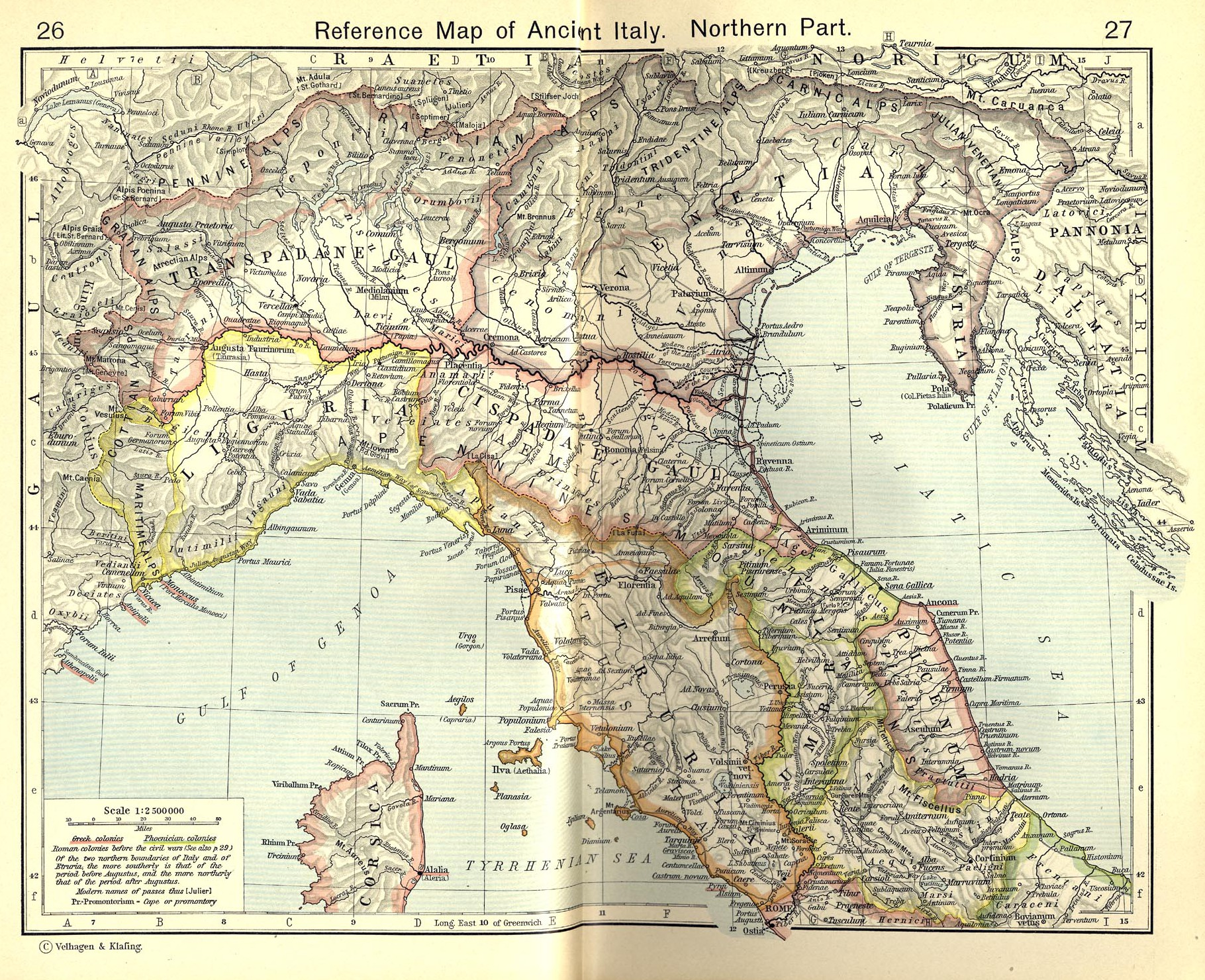
Północna Italia w czasach Augusta.

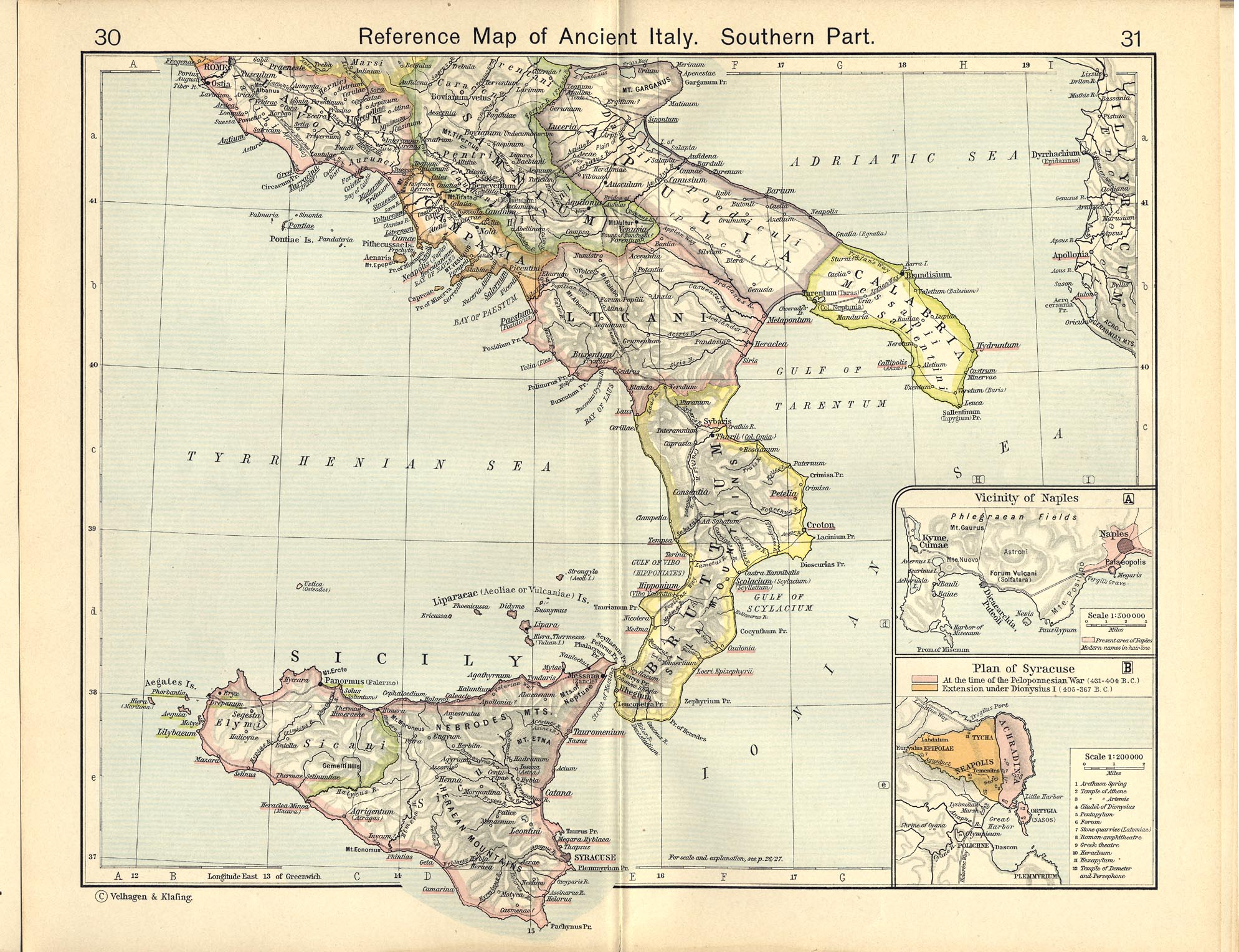
Południowa Italia w czasach Augusta.

Italia – kraina historyczna i geograficzna położona na Półwyspie Apenińskim, której obszar zmieniał się na przestrzeni dziejów.
W V w. p.n.e. oznaczała tylko jego południową część, w III w. p.n.e. natomiast wszystkie tereny podległe Rzymowi. Za czasów Juliusza Cezara teren rozciągający się od Cieśniny Mesyńskiej do rzeki Rubikon. Wtedy za jej część jeszcze nie uważano Galii Przedalpejskiej leżącej w dolinie rzeki Pad oraz Ligurii. Około 27 p.n.e. za panowania Augusta, Italia już sięgnęła do podnóży Alp. Italia przez całą starożytność nie obejmowała natomiast Sycylii, Sardynii i Korsyki.
Starożytna Italia dzieliła się na następujące regiony: 
- Lacjum (łac. Latium) i Kampania (łac. Campania) (I),
- Apulia i Kalabria (łac. Apulia et Calabria) (II),
- Lukania i Bruttium (III),
- Samnium (IV),
- Picenum (V),
- Umbria i Ager Gallicus (VI),
- Etruria (VII),
- Aemilia (VIII),
- Liguria (IX),
- Venetia i Histria (X),
- Transpadana (XI).

Południową część Italii wraz ze wschodnią częścią Sycylii w czasach starożytnych określano często mianem Magna Graecia (Wielka Grecja) ze względu na dużą liczbę znajdujących się tam kolonii greckich.
Italię oblewają morza:
- Mare Tyrrhenum (Morze Tyrreńskie),
- Mare Adriaticum (Morze Adriatyckie),
- Mare Ionium (Morze Jońskie).

Obecnie nazwa Italia jest synonimem Włoch (po włosku i w większości innych języków).